# Centrale nucléaire de Monticello
La centrale nucléaire de Monticello est située au bord du Mississippi à Monticello dans le Minnesota sur les comtés de Sherburne et Wright.

## Description
La centrale est équipée d'un seul réacteur à eau bouillante (REB) construit par General Electric :
- Monticello : 597 MWe, type BWR-3, mis en service en 1970 pour 40 ans, puis 60 ans (2030)

La prolongation d'exploitation de 20 ans a été accordée en novembre 2006.

Ce réacteur fait partie des 23 sur 35 réacteurs à eau bouillante en activité en 2011 aux États-Unis de type Mark I, c'est-à-dire le même modèle que ceux qui ont été impliqués dans les accidents nucléaires de Fukushima qui ont fait suite au Séisme de 2011 de la côte Pacifique du Tōhoku.
Elle appartient à Northern States Power Company (NSP) qui est aujourd'hui une filiale de Xcel Energy et elle est exploitée par Nuclear Management Company (NMC). 

Le 19 novembre 1971, un réservoir d'eau déborde, relâchant 190 m3 d'eau contaminée dans le Mississippi. Des matières radioactives entrent plus tard dans le système d'arrivée d'eau de Saint-Paul.